# Деболовское
Деболовское — село Ростовского района Ярославской области, входит в состав сельского поселения Петровское. 

## География
Расположено на берегу реки Сара в 9 км на север от посёлка Петровское и в 11 км на юг от Ростова, на автодороге М-8 «Холмогоры». Близ села находится ж/д станция Деболовская на линии Ярославль — Александров.

## История

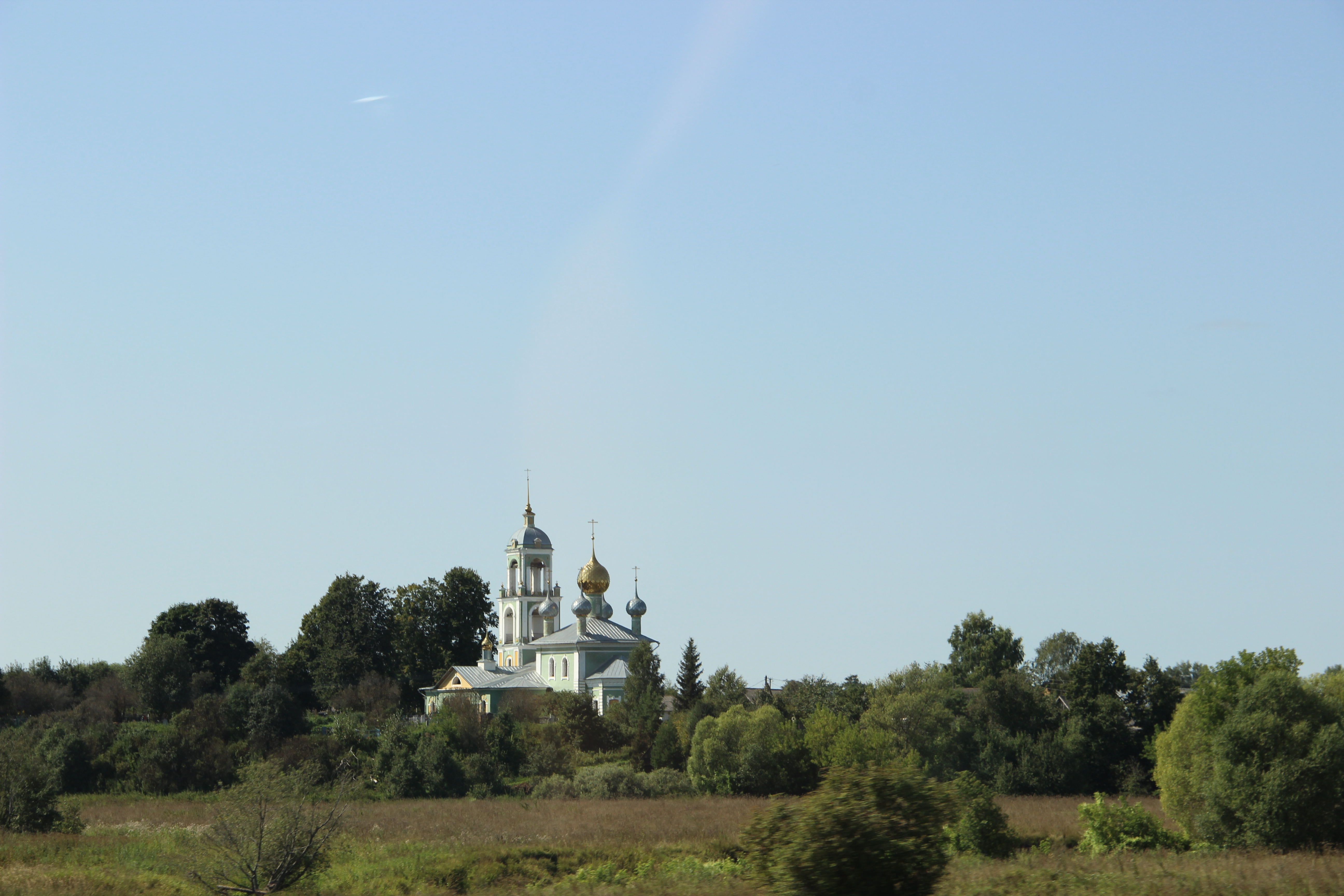
Церковь Сергия Радонежского в Деболовском

Пятиглавая каменная церковь с колокольней во имя Смоленской Пресвятой Богородицы и преп. Сергия построена в 1789 году, а до того времени храм был деревянный, обновленный в 1747 году и находившийся на расстоянии 5 сажень от настоящего.
В конце XIX — начале XX село входило в состав Зверинцевской волости Ростовского уезда Ярославской губернии. В 1885 году в селе было 93 двора.
С 1929 года село входило в состав Михайловского сельсовета Ростовского района, в 1935 — 1959 годах — в составе Петровского района, с 1954 года — в составе  Никольского сельсовета, с 2005 года — в составе сельского поселения Петровское.

## Население
| 1859 | 2007 | 2010 |
| ---- | ---- | ---- |
| 419  | ↘124 | ↘105 |

## Достопримечательности
В селе расположена действующая церковь Сергия Радонежского (1789).